# Petite-Forêt
Petite-Forêt è un comune francese di 4 974 abitanti situato nel dipartimento del Nord nella regione dell'Alta Francia.

## Società

### Evoluzione demografica
Abitanti censiti